# Teoría del posdesarrollo
La teoría del posdesarrollo (también posdesarrollo o contra el desarrollo o crítica del desarrollo) sostiene que el concepto y la práctica del desarrollo es un reflejo de la hegemonía del Norte Occidental sobre el resto del mundo. Esta corriente del pensamiento surgió en la década de 1980 de críticas en contra de los proyectos de desarrollo y de la teoría del desarrollo, que los justificaba.

## El desarrollo como ideología
La crítica posterior al desarrollo sostiene que la teoría del desarrollo moderno es una creación de la academia en conjunto con una ideología política y económica subyacente. La naturaleza académica, política y económica del desarrollo significa que tiende a estar orientada a las políticas, impulsada por los problemas y, por lo tanto, es efectiva solo en términos de y en relación con una teoría social preexistente en particular.
Los proyectos de desarrollo reales así iniciados, tanto por los gobiernos como por las ONG, se dirigen de acuerdo con esta teoría del desarrollo. La teoría del desarrollo en sí misma, sin embargo, asume un marco ya establecido por el gobierno y la cultura política para implementarlo. El proceso de desarrollo, por lo tanto, se construye socialmente. Los intereses occidentales están guiando su dirección y resultado, por lo que el desarrollo mismo refleja fundamentalmente el patrón de la hegemonía occidental.
El desarrollo como una ideología y una visión social está arraigado en los ideales de la modernización, que mantiene la estructura económica y la sociedad occidental como un modelo universal que otros deben seguir y emular. Enraizado en la influencia occidental, el discurso del desarrollo refleja las relaciones de poder desiguales entre Occidente y el resto del mundo, por lo que el conocimiento occidental del desarrollo, el enfoque hacia el desarrollo y la concepción de lo que implica el desarrollo, así como las percepciones del progreso, dirigen su curso para el resto del mundo.

## Crítica del desarrollo
Influenciados por Ivan Illich y otros críticos del colonialismo y el poscolonialismo, varios teóricos del posdesarrollo como Arturo Escobar y Gustavo Esteva han desafiado el significado mismo del desarrollo. Según ellos, la forma en que entendemos el desarrollo tiene sus raíces en el discurso colonial anterior que representa al Norte Occidental como "avanzado" y "progresivo", y al Sur como "atrasado", "degenerado" y "primitivo".
Señalan que una nueva forma de pensar sobre el desarrollo comenzó en 1949 con la declaración del presidente Harry Truman: "El antiguo imperialismo -explotación para obtener ganancias extranjeras- no tiene cabida en nuestros planes. Lo que pretendemos es un programa de desarrollo basado en los conceptos de negociaciones democráticas justas". Mientras afirmaba que la "era del desarrollo" comenzó en este punto, los teóricos posteriores al desarrollo no sugieren que el concepto de desarrollo fuera nuevo. Lo que era nuevo era la definición de desarrollo en términos de un escape del subdesarrollo. Dado que este último se refería a dos tercios del mundo, esto significaba que la mayoría de las sociedades estaban hechas para verse a sí mismas como si hubieran caído en la condición indigna de "subdesarrollo", y así buscar fuera de sus propias culturas para conseguir la salvación.
El desarrollo, según estos críticos, era ahora un eufemismo para la hegemonía estadounidense de la posguerra; fueron los ideales y los programas de desarrollo de los Estados Unidos y sus aliados europeos (occidentales) los que formarían la base del desarrollo en cualquier otro lugar.

## Teoría del posdesarrollo
La teoría posdesarrollo surgió en los años ochenta y noventa a través de los trabajos de eruditos como Arturo Escobar, Gustavo Esteva, Majid Rahnema, Wolfgang Sachs, James Ferguson, Serge Latouche y Gilbert Rist. Los principales miembros de la escuela del posdesarrollo argumentan que el desarrollo siempre fue injusto, nunca funcionó, y en este punto claramente ha fallado. Según Wolfgang Sachs, un miembro destacado de la escuela del posdesarrollo, "la idea del desarrollo es una ruina en el paisaje intelectual" y "es hora de desmantelar esta estructura mental".
Para citar un ejemplo de esta "estructura mental", los teóricos del desarrollo señalan cómo el concepto de desarrollo ha resultado en la jerarquía de naciones desarrolladas y subdesarrolladas, donde las naciones desarrolladas se consideran más avanzadas y superiores a las naciones subdesarrolladas que se conciben como inferiores, necesitando ayuda de las naciones desarrolladas, y deseando ser como las naciones desarrolladas. La escuela de pensamiento del posdesarrollo señala que los modelos de desarrollo son a menudo etnocéntricos (en este caso eurocéntricos), universalistas y basados en modelos occidentales de industrialización que son insostenibles en este mundo de recursos limitados e ineficaces por su ignorancia de lo local y los contextos culturales e históricos de los pueblos a los que se aplican. En esencia, el problema que los teóricos del posdesarrollo ven en el desarrollo y su práctica es un desequilibrio de influencia o dominio por parte de Occidente. Los teóricos del posdesarrollo promueven un mayor pluralismo en las ideas sobre el desarrollo.

### Crítica del etnocentrismo y el universalismo
Entre los puntos de partida y los supuestos básicos del pensamiento del posdesarrollo está la idea de que un estilo de vida occidental de clase media y todo lo que ello conlleva (que podría incluir la familia nuclear, el consumo masivo, la vida en los suburbios y un espacio privado extenso), no pueden ni ser un objetivo realista ni deseable para la mayoría de la población mundial. En este sentido, se considera que el desarrollo requiere la pérdida, o incluso el exterminio deliberado (etnocidio) de la cultura indígena u otros modos de vida enriquecedores y psicológicamente y ambientalmente ricos. Como resultado, las formas de vida anteriormente satisfactorias se vuelven insatisfactorias porque el desarrollo cambia la percepción que las personas tienen de sí mismas.
Majid Rahnema cita a Helena Norberg-Hodge: "Por tomar un ejemplo, Helena Norberg-Hodge menciona que la noción de pobreza apenas existía en Ladakh cuando visitó ese país por primera vez en 1975. Hoy en día, se dice, se ha convertido en parte de la lengua. Cuando visitaba una aldea de la periferia  unos ocho años atrás, Helena pidió a un joven Ladakhi donde se encontraban las casas más pobres. 'Nosotros no tenemos casas pobres en nuestro pueblo", fue la orgullosa respuesta. Recientemente Helena vio el mismo Ladakhi hablar con un turista norteamericano y lo escuchó decir, "si tan sólo pudiera hacer algo por nosotros, que somos tan pobres'".
El desarrollo se ve como un conjunto de conocimientos, intervenciones y visiones del mundo (en resumen, discursos) que también son poderes: intervenir, transformar y gobernar. Las críticas al desarrollo desafían la noción de un camino único hacia el desarrollo y exige el reconocimiento de la diversidad de perspectivas y prioridades culturales.
Por ejemplo, la política de definir y satisfacer las necesidades es una dimensión crucial del pensamiento del desarrollo, profundamente entrelazada en el concepto de agencia. Pero ¿quién expresa las inquietudes sobre el desarrollo, qué relaciones de poder se juegan, cómo los intereses de los "expertos" del desarrollo (el Banco Mundial, funcionarios del FMI, profesionales, etc.) gobiernan las prioridades del desarrollo y qué voces quedan excluidas como resultado? El enfoque del posdesarrollo intenta superar la desigualdad de este discurso al abrir espacios para los pueblos no occidentales y sus preocupaciones.
La teoría del posdesarrollo es, ante todo, una crítica de los supuestos estándar sobre el progreso: quién posee la clave y cómo puede implementarse.

### Alternativas al desarrollo
Si bien la escuela del posdesarrollo brinda una plétora de críticas al desarrollo, también considera métodos alternativos para lograr un cambio positivo. La escuela de posdesarrollo propone una visión particular de la sociedad alejada del discurso del desarrollo, la modernidad, la política, las influencias culturales y económicas de occidente, y las sociedades autoritarias centralizadas y orientadas al mercado.
En sus trabajos, Escobar ha delineado las características comunes del pensamiento del posdesarrollo y la visión social. Según Escobar, la escuela de pensamiento del posdesarrollo está interesada (en términos de búsqueda de una alternativa al desarrollo) en "la cultura y conocimiento local, una postura crítica hacia los discursos científicos establecidos y la defensa y promoción de movimientos de base localizados y pluralistas". "Los movimientos de base, argumenta Escobar, son "locales, pluralistas y desconfían de la política organizada y el establecimiento del desarrollo".
El pensamiento del posdesarrollo se inspira en las sociedades vernáculas, el sector informal y los estilos de vida más frugales que materialistas. Además, los teóricos del posdesarrollo abogan por cambios estructurales. Según Escobar, el pensamiento del postdesarrollo cree que la economía debe basarse en la solidaridad y la reciprocidad; la política debe enfocarse en la democracia directa; y los sistemas de conocimiento deberían ser tradicionales, o al menos un híbrido del conocimiento moderno y el tradicional.

## Principales teóricos

### James Ferguson
Más información: James Ferguson (antropólogo)
James Ferguson, uno de los principales escritores antidevolucionarios, contribuyó a lo que John Rapley denominó "la más importante de las salvas de apertura" de la teoría del posdesarrollo con su libro The Anti-Politics Machine: Development, Depoliticization, and Bureaucratic Power in Lesotho. En The Anti-Politics Machine, Ferguson describe el fracaso del proyecto de desarrollo para comprender adecuadamente los valores culturales y económicos de la población de Lesoto. Este malentendido llevó a la apropiación indebida de recursos por parte de la comunidad internacional y una miríada de consecuencias negativas para los Basotho (residentes de Lesoto), lo que llevó a Ferguson a comentar que "los intereses capitalistas [...] solo pueden operar a través de un conjunto de estructuras sociales y culturales tan complejas que el resultado puede ser solo una transformación barroca e irreconocible de la intención original ". Los proyectos de desarrollo no pueden simplemente crear un resultado deseado, sino que tienen varias consecuencias inesperadas.
Ferguson sugiere que, aunque los proyectos de desarrollo a menudo terminan en fracaso, aún producen impactos tangibles en el entorno físico y sociopolítico. En The Anti-Politics Machine, pregunta: "¿Qué hacen los programas de ayuda además de no ayudar a los pobres?" En el caso de Lesoto, Ferguson propone que, "aunque el proyecto no transformó la ganadería, sí lo hizo". un camino para enlazar con Thaba-Tsea más fuertemente con la capital ". Ferguson argumenta que hay un valor para comprender y pensar sobre las consecuencias involuntarias para el medio ambiente.

### Arturo Escobar
Más información: Arturo Escobar (antropólogo)
Los críticos del desarrollo no niegan la necesidad de un cambio. Pero argumentan que para realizar un cambio adecuado y efectivo, el cambio en sí mismo primero debe concebirse en términos diferentes. Arturo Escobar, otro miembro destacado de la escuela post-desarrollo, argumenta:
   "Si bien el cambio social probablemente siempre ha sido parte de la experiencia humana, fue solo dentro de la modernidad europea que la "sociedad", es decir, la forma de vida de un pueblo, estuvo abierta al análisis empírico y se convirtió en el tema del cambio planificado. Y mientras que las comunidades en el Tercer Mundo pueden encontrar que hay una necesidad de algún tipo de cambio organizado o dirigido, en parte para revertir el daño causado por el desarrollo, esto, sin duda, no tomará la forma de 'diseño de vida' o ingeniería social. En este largo plazo, esto significa que las categorías y los significados deben redefinirse; a través de su práctica política innovadora, nuevos movimientos sociales de diversa índole ya están embarcados en este proceso de redefinición de lo social y del conocimiento en sí mismo."

### Majid Rahnema
Majid Rahnema aborda la cuestión de qué camino tomar directamente en sus tesis sobre el posdesarrollo. Rahnema admite que puede ser cierto que una gran mayoría de personas, cuyas vidas son de hecho difíciles, quieren un cambio. Pero la respuesta que sugiere no es el desarrollo sino el "fin del desarrollo". Dice que el fin del desarrollo no es "el fin de la búsqueda de nuevas posibilidades de cambio, de un mundo relacional de amistad o de procesos genuinos de regeneración capaces de dar nacimiento a nuevas formas de solidaridad". Por el contrario, argumenta Rahnema, el "enfoque inhumano y destructivo en última instancia para el cambio ha terminado. Debe parecerse a un llamamiento a la 'buena gente' de todo el mundo para que piensen y trabajen juntos".

### Serge Latouche
Más información: Serge Latouche
Serge Latouche es un profesor emérito francés de economía en la Universidad de París-Sud. Especialista en relaciones económicas y culturales Norte-Sur, y en epistemología de las ciencias sociales, desarrolló una teoría crítica hacia la ortodoxia económica. Denuncia el economicismo, el utilitarismo en las ciencias sociales, la sociedad de consumo y la noción de desarrollo sostenible. Critica particularmente las nociones de eficiencia económica y racionalismo económico. Es uno de los pensadores y partidarios más famosos de la teoría del decrecimiento. Latouche también ha publicado en Revue de Mauss, un diario francés anti-utilitario.

### Wolfgang Sachs y elDiccionario del Desarrollo
Wolfgang Sachs es un escritor líder en el pensamiento del posdesarrollo. La mayoría de sus escritos se centran en el desarrollo ambientalmente sostenible y la idea de que las nociones pasadas de desarrollo son prácticas naturalmente insostenibles en nuestro planeta finito. En 1992 fue coautor y editor del Diccionario del Desarrollo: Una guía para el conocimiento como poder, que contribuyó en gran medida a la compilación de la literatura del posdesarrollo como una teoría general.
Este manifiesto postula que la nueva era del desarrollo que surgió en la década de 1950 fue creada por los Estados Unidos para asegurar su nueva posición hegemónica en la comunidad global. Sachs explica que el concepto de "subdesarrollo" en realidad se construyó en el discurso inaugural de 1949 de Harry S. Truman, que popularizó el término. Sachs argumenta que la creación de este término fue un movimiento discreto y estratégico para asegurar la hegemonía estadounidense al reforzar la idea de que Estados Unidos estaba en la cima, y otros países en un pilar inferior, de una trayectoria de desarrollo lineal y singular. Creó una identidad homogénea para estos países y los despojó de sus propias características diversas. "Convierte la participación en un truco manipulador para involucrar a las personas en las luchas por obtener lo que los poderosos quieren imponerles".
El Diccionario del Desarrollo describe una metáfora biológica para el desarrollo. Esta metáfora biológica fue transferida a la esfera social y perpetúa el ideal de que hay una forma natural de desarrollarse en la forma perfecta. Desarrollar de manera dispar desde el "orden natural de las cosas" era convertirse en una anomalía desfigurada. Esta definición tenía el potencial de proporcionar una justificación moralmente ambigua para el comportamiento imperialista y se puede conectar con el discurso colonial y las teorías del desarrollo de la corriente principal. Bajo tal categorización, explica Sachs, el desarrollo se redujo a una simple medición del crecimiento económico de la producción per cápita.
Sachs lanza un grito por la conciencia pública sobre los "límites del desarrollo". Deja al lector con la idea del "Nuevo campo común" y postula que los hombres y las mujeres deben comenzar con esta conciencia antes de intentar introducir nuevas políticas políticas con espacio para la creatividad y la innovación en los diversos caminos del desarrollo.

## Críticos notables del desarrollo
- Edward Abbey
- John Africa
- Stafford Beer
- Charles A. Coulombe
- Stanley Diamond
- Jacques Ellul
- Gustavo Esteva
- Julius Evola
- Masanobu Fukuoka
- Mohandas Gandhi
- Nicholas Georgescu-Roegen
- Edward Goldsmith
- David Graeber
- René Guénon
- Martin Heidegger
- Ivan Illich
- Derrick Jensen

- Ruhollah Khomeini
- Philip Larkin
- Pentti Linkola
- Ned Ludd
- Maria Mies
- Yukio Mishima
- MOVE organization
- François Partant
- Fredy Perlman
- Daniel Quinn
- Majid Rahnema
- Gilbert Rist
- Vandana Shiva
- Henry David Thoreau
- John Zerzan

## Teorías opuestas
- Teoría de la modernización
- Neoliberalismo